# Arondismentul Nanterre
Arondismentul Nanterre (în franceză Arrondissement de Nanterre) este un arondisment din departamentul Hauts-de-Seine, regiunea Île-de-France, Franța.

## Subdiviziuni

### Cantoane
- Cantonul Asnières-sur-Seine-Nord
- Cantonul Asnières-sur-Seine-Sud
- Cantonul Bois-Colombes
- Cantonul Clichy
- Cantonul Colombes-Nord-Est
- Cantonul Colombes-Nord-Ouest
- Cantonul Colombes-Sud
- Cantonul Courbevoie-Nord
- Cantonul Courbevoie-Sud
- Cantonul Garches
- Cantonul La Garenne-Colombes
- Cantonul Gennevilliers-Nord
- Cantonul Gennevilliers-Sud
- Cantonul Levallois-Perret-Nord
- Cantonul Levallois-Perret-Sud
- Cantonul Nanterre-Nord
- Cantonul Nanterre-Sud-Est
- Cantonul Nanterre-Sud-Ouest
- Cantonul Neuilly-sur-Seine-Nord
- Cantonul Neuilly-sur-Seine-Sud
- Cantonul Puteaux
- Cantonul Rueil-Malmaison
- Cantonul Suresnes
- Cantonul Villeneuve-la-Garenne

### Comune
| 1. Asnières-sur-Seine (92004) | 2. Bois-Colombes (92009) | 3. Clichy (92024)                 | 4. Colombes (92025)      |
| 5. Courbevoie (92026)         | 6. Garches (92033)       | 7. La Garenne-Colombes (92035)    | 8. Gennevilliers (92036) |
| 9. Levallois-Perret (92044)   | 10. Nanterre (92050)     | 11. Neuilly-sur-Seine (92051)     | 12. Puteaux (92062)      |
| 13. Rueil-Malmaison (92063)   | 14. Suresnes (92073)     | 15. Villeneuve-la-Garenne (92078) |                          |

1. ↑  Q125359184[*] Verificați valoarea |titlelink= (ajutor)